# Tamgaly
Tamgaly é um sítio de petróglifos no Cazaquistão. Tamgaly localiza-se 170 km a nordeste de Almaty. A maior parte dos petróglifos estão no cânion principal, mas há também alguns nos cânions à volta. Os petróglifos são, na sua maioria da Idade do Bronze, mas em alguns casos podem ser observados petróglifos medievais ou de épocas mais tardias.
O nome Tamgaly significa lugar pintado ou marcado.
Tamgaly tornou-se um Patrimônio Mundial da Unesco em 2004.